# Vyhne
Vyhne (allemand : Eisenbach, hongrois : Vihnyepeszerény) est un village de Slovaquie situé dans la région de Banská Bystrica.

## Histoire
La première mention écrite du village date de 1326.
Lors de la Seconde Guerre mondiale, plusieurs centaines de juifs y sont contraints aux travaux forcés dans un camp de travail crée sur place (camp de travail de Vyhne (en)).

## Démographie

### Évolution de la population
| Année:               | 1994. | 2004.    | 2014.   | 2024.   |
| -------------------- | ----- | -------- | ------- | ------- |
| Nombre de personnes: | 1515  | 1341     | 1227    | 1117    |
| Différence:          |       | -11,48 % | -8,50 % | -8,96 % |

| Année:               | 2023. | 2024. |
| -------------------- | ----- | ----- |
| Nombre de personnes: | 1117  | 1117  |
| Différence:          |       | +0 %  |